# 底特律 (电影)
《底特律》（英語：Detroit）是一部2017年美国历史犯罪剧情片，由凯瑟琳·毕格罗执导。编剧马克·鲍尔根据1967年底特律骚乱真实事件编写剧本。電影為約翰·波耶加、威爾·普爾特、艾爾基·史密斯、雅各·拉提摩、傑森·米契、汉娜·穆雷、凯特琳·德弗、傑克·雷諾、班·歐托爾、約翰·卡拉辛斯基和安东尼·麦凯主演，並定於2017年8月4日在美國上映。

## 剧情
讲述1967年7月发生在底特律的骚乱事件。

## 角色
- 约翰·波耶加 饰 马文·狄摩苏斯, 警卫员[5][6]
- 威尔·普尔特 饰 大卫·西纳克, 巡警，被控谋杀无辜非裔美国人的三名白人警官之一[7]
- 艾尔基·史密斯 饰 赖瑞
- 雅各·拉提摩（英语：Jacob Latimore） 饰 佛莱德，第三名被杀害的非裔美国人
- 班·欧托尔 饰 罗柏兹, 巡警，被控谋杀无辜非裔美国人的三名白人警官之一[7]
- 杰森·米契（英语：Jason Mitchell (actor)） 饰 卡尔·库柏，第一名被杀害的非裔美国人
- 汉娜·穆雷 饰 茱莉安
- 杰克·雷诺 饰 迪曼斯, 巡警，被控谋杀无辜非裔美国人的三名白人警官之一
- 约翰·卡拉辛斯基 饰 奥尔巴赫律师
- 凯特琳·德弗 饰 凯伦
- 安东尼·麦凯 饰 葛林
- 乔瑟夫·大卫-琼斯 饰 莫里斯
- 傑瑞米·史壯 饰 朗恩律师
- 拉兹·阿隆索（英语：Laz Alonso） 饰 约翰·科尼尔斯
- 泰勒·詹姆斯·威廉斯（英语：Tyler James Williams） 饰 里昂

## 制作
2016年1月28日，有报道凯瑟琳·毕格罗和马克·鲍尔将会合作拍摄一部1967年底特律骚乱事件的电影。预计2017年在骚乱发生50周年的时间公映。
2016年7月在波士顿开拍。取景地包括麻薩諸塞州的Dedham District Court、Dorchester和布罗克顿。10月份也在底特律拍摄了一些片段。

## 发行
2017年4月12日，首部预告片发布。2017年8月4日正式上映。
烂番茄新鲜度82%，Metacritic获得48家综合评分78分，CinemaScore上观众给出"A−"评分。导演、剧本和表演都获得好评。